# Kailen Sheridan
Kailen Mary Iacovoni Sheridan (Pickering, 16 de julho de 1995) é uma futebolista canadense que atua como goleira. Atualmente joga pelo San Diego Wave FC.

## Carreira
Sheridan jogou futebol universitário pelo Clemson Tigers de 2013 a 2016 sob o comando do técnico Eddie Radwanski. Em janeiro de 2017, Sheridan foi selecionado como a 23ª escolha geral pelo Sky Blue FC no NWSL College Draft. Estreou pela seleção nacional em março de 2016 na Algarve Cup.

## Títulos
Canadá
- Jogos Olímpicos: 2020 (medalha de ouro)